# Sydney Pollack
Sydney Pollack (Lafayette, Indiana, 1934. július 1. – Los Angeles, Kalifornia, 2008. május 26.) kétszeres Oscar- és kétszeres Primetime Emmy-díjas amerikai filmrendező, producer és színész. Több mint huszonegy filmet és tíz televíziós műsort rendezett, több mint harmincban játszott, producerként jegyzett munkái pedig negyven fölötti számot mutatnak.
Legismertebb alkotásai közé tartozik a Távol Afrikától, melyért az Amerikai Filmakadémia elismerését is kiérdemelte, A Keselyű három napja és az Aranyoskám. Legutolsó játékfilm-rendezése a 2005-ben bemutatott A tolmács volt.

## Élete

### Magánélete
Az Indiana állambeli Lafayette-ben született, orosz zsidó bevándorló családban, Rebecca (született Miller) és a profi ökölvívó és gyógyszerész David Pollack fiaként. Fiatal volt még, mikor szülei elváltak, alkoholizmusban szenvedő édesanyja pedig 37 évesen meghalt, mialatt Pollack a The Neighborhood Playhouse tanulója volt. Fivére, Bernie Pollack szintén a filmes szakma képviselője, jelmeztervezőként.
Pollack 1958-tól haláláig Claire Griswolddal, korábbi tanítványával élt házasságban. Három gyermekük született, Rachel, Rebecca és Steven, aki 1993-ban egy repülőgép-szerencsétlenségben életét vesztette.

### Karrierje
Pollack 1952 és 1954 között a New York-i The Neighborhood Playhouse színitanodában Sanford Meisner diákja volt. Később maga is tanított itt színészetet, 1954 és 1959 között, mielőtt a pályára lépett a kamera mindkét oldalán. Rendezőként és színészként is tévésorozatokkal kezdte. Az 1985-ös Távol Afrikától című munkája elnyerte a legjobb filmnek és rendezőnek járó Oscar-díjat is; korábban A lovakat lelövik, ugye?-ért és az Aranyoskámért is jelölést kapott.
Színészként megmaradt a mellékszerepeknél, néhány saját produkciója mellett többek között Stanley Kubrick és Woody Allen kezei alatt is játszott. Visszatérő szereplő volt az NBC Will és Grace című sitcomjában, s vendégszerepelt a Maffiózókban és a Törtetőkben is.
Pollack kapta meg elsőként az éves Extraordinary Contribution to Filmmaking-díjat az austini filmfesztiválon, 2006. október 21-én. Producerként számos filmet támogatott, ami a kritika és a közönség tetszését egyaránt elnyerte, ezek közé tartozik az Azok a csodálatos Baker-fiúk, A tehetséges Mr. Ripley és a Michael Clayton. Produkciós cégét Mirage Enterprisesnak hívják, amiben partnere Anthony Minghella volt, akit Pollack alig több mint két hónappal élt túl.

#### Inspirációi
2002-ben, a Sight and Sound Directors' Pollban Pollack felfedte tíz kedvenc filmjét, ezek: Casablanca, Aranypolgár, A megalkuvó, A Keresztapa II., A nagy ábránd, A párduc, Volt egyszer egy Amerika, Dühöngő bika, A hetedik pecsét és az Alkony sugárút.

### Halála
Pollack 2008. május 26-án, 73 éves korában hunyt el Los Angeles-i otthonában, családja körében. Halálát rák okozta, amit kilenc hónappal korábban diagnosztizáltak nála, közölte szóvivője, Leslee Dart.

## Filmográfia

### Film

#### Filmrendező és producer
| Év   | Magyar cím                                                           | Eredeti cím                          | Feladatkör | Feladatkör |
| Év   | Magyar cím                                                           | Eredeti cím                          | Rendező    | Producer   |
| ---- | -------------------------------------------------------------------- | ------------------------------------ | ---------- | ---------- |
| 1965 | Gyenge cérna                                                         | The Slender Thread                   | Igen       | Nem        |
| 1966 | Ez a ház bontásra vár                                                | This Property Is Condemned           | Igen       | Nem        |
| 1968 | Skalpvadászok                                                        | The Scalphunters                     | Igen       | Nem        |
| 1968 | Az úszó ember                                                        | The Swimmer                          | Igen       | Nem        |
| 1969 | Vártorony                                                            | Castle Keep                          | Igen       | Nem        |
| 1969 | A lovakat lelövik, ugye?                                             | They Shoot Horses, Don't They?       | Igen       | Nem        |
| 1972 | Jeremiah Johnson                                                     | Jeremiah Johnson                     | Igen       | Nem        |
| 1973 | Ilyenek voltunk                                                      | The Way We Were                      | Igen       | Nem        |
| 1974 | Jakuzák                                                              | The Yakuza                           | Igen       | Igen       |
| 1975 | A Keselyű három napja                                                | Three Days of the Condor             | Igen       | Nem        |
| 1977 | Bobby Deerfield                                                      | Bobby Deerfield                      | Igen       | Igen       |
| 1979 | A Las Vegas-i lovas                                                  | The Electric Horseman                | Igen       | Nem        |
| 1980 | Country Texasban                                                     | Honeysuckle Rose                     | Nem        | Vezető     |
| 1981 | A szenzáció áldozatai                                                | The Absence of Malice                | Igen       | Nem        |
| 1982 | Aranyoskám                                                           | Tootsie                              | Igen       | Igen       |
| 1984 | Dalszerző                                                            | Songwriter                           | Nem        | Igen       |
| 1985 | Távol Afrikától                                                      | Out of Africa                        | Igen       | Igen       |
| 1988 | Fények, nagyváros                                                    | Bright Lights, Big City              | Nem        | Igen       |
| 1989 | Azok a csodálatos Baker fiúk                                         | The Fabulous Baker Boys              | Nem        | Vezető     |
| 1990 | Ártatlanságra ítélve                                                 | Presumed Innocent                    | Nem        | Igen       |
| 1990 | A gyönyör rabjai                                                     | White Palace                         | Nem        | Vezető     |
| 1990 | Havanna                                                              | Havana                               | Igen       | Nem        |
| 1991 | Ne folytassa, felség!                                                | King Ralph                           | Nem        | Vezető     |
| 1991 | Meghalsz újra!                                                       | Dead Again                           | Nem        | Vezető     |
| 1992 | Országúti amazonok                                                   | Leaving Normal                       | Nem        | Vezető     |
| 1993 | A cég                                                                | The Firm                             | Igen       | Igen       |
| 1993 | A bajnok                                                             | Searching for Bobby Fischer          | Nem        | Vezető     |
| 1993 | Hús és vér                                                           | Flesh and Bone                       | Nem        | Vezető     |
| 1995 | Értelem és érzelem                                                   | Sense and Sensibility                | Nem        | Vezető     |
| 1995 | Sabrina                                                              | Sabrina                              | Igen       | Igen       |
| 1998 | A nő kétszer                                                         | Sliding Doors                        | Nem        | Igen       |
| 1999 | Zuhanás                                                              | Random Hearts                        | Igen       | Igen       |
| 1999 | A tehetséges Mr. Ripley                                              | The Talented Mr. Ripley              | Nem        | Vezető     |
| 2000 | Gyilkosság a villában                                                | Up at the Villa                      | Nem        | Vezető     |
| 2001 | Fújd szárazra, édes!                                                 | Blow Dry                             | Nem        | Vezető     |
| 2001 | On-lány                                                              | Birthday Girl                        | Nem        | Vezető     |
| 2001 | Iris – Egy csodálatos női elme                                       | Iris                                 | Nem        | Vezető     |
| 2002 | A gyilkosok is a mennyországba mennek                                | Heaven                               | Nem        | Vezető     |
| 2002 | A csendes amerikai                                                   | The Quiet American                   | Nem        | Vezető     |
| 2003 |                                                                      | In the Name of Love (dokumentumfilm) | Nem        | Vezető     |
| 2003 | Hideghegy                                                            | Cold Mountain                        | Nem        | Igen       |
| 2005 | Lehangolva                                                           | Forty Shades of Blue                 | Nem        | Vezető     |
| 2005 | A tolmács                                                            | The Interpreter                      | Igen       | Vezető     |
| 2006 | Tűzveszély                                                           | Catch a Fire                         | Nem        | Vezető     |
| 2006 | Bűnös viszonyok                                                      | Breaking and Entering                | Nem        | Igen       |
| 2007 | Michael Clayton                                                      | Michael Clayton                      | Nem        | Igen       |
| 2008 | Bőrfejek                                                             | Leatherheads                         | Nem        | Vezető     |
| 2008 | A felolvasó                                                          | The Reader                           | Nem        | Igen       |
| 2011 | Margaret                                                             | Margaret                             | Nem        | Igen       |
| 2018 | Aretha Franklin: Amazing Grace – A szeretet hangján (dokumentumfilm) | Amazing Grace                        | Igen       | Nem        |

#### Színész
| Év   | Magyar cím           | Eredeti cím           | Szerep                                                 | Magyar hang   |
| ---- | -------------------- | --------------------- | ------------------------------------------------------ | ------------- |
| 1962 |                      | War Hunt              | Owen Van Horn őrmester                                 |               |
| 1979 | A Las Vegas-i lovas  | The Electric Horseman | férfi, aki kikezd Alice-szel (stáblistán nem szerepel) | Kardos Gábor  |
| 1982 | Aranyoskám           | Tootsie               | George Fields                                          | Szersén Gyula |
| 1992 | A játékos            | The Player            | Dick Mellon                                            | Szokolay Ottó |
| 1992 | Jól áll neki a halál | Death Becomes Her     | sürgősségi orvos (stáblistán nem szerepel)             | Uri István    |
| 1992 | Férjek és feleségek  | Husbands and Wives    | Jack                                                   | Szokolay Ottó |
| 1998 | Zavaros vizeken      | A Civil Action        | Al Eustis                                              | Uri István    |
| 1999 | Tágra zárt szemek    | Eyes Wide Shut        | Victor Ziegler                                         |               |
| 1999 | Zuhanás              | Random Hearts         | Carl Broman                                            | Kristóf Tibor |
| 2001 | Mi lenne, ha?        | The Majestic          | stúdióvezető (hangja)                                  | Pálfai Péter  |
| 2002 | Ütközéspont          | Changing Lanes        | Stephen Delano                                         | Koroknay Géza |
| 2005 | A tolmács            | The Interpreter       | Jay Pettigrew (stáblistán nem szerepel)                | Gruber Hugó   |
| 2006 | Művészlelkek         | Fauteuils d'orchestre | Brian Sobinski                                         |               |
| 2007 | Michael Clayton      | Michael Clayton       | Marty Bach                                             | Szersén Gyula |
| 2008 | A boldogító talán    | Made of Honor         | id. Thomas Bailey                                      | Forgács Gábor |

### Televízió

#### Rendező és producer
| Év        | Magyar cím                                | Eredeti cím                            | Feladatkör | Feladatkör      | Megjegyzések                                                                     |
| Év        | Magyar cím                                | Eredeti cím                            | Rendező    | Vezető producer | Megjegyzések                                                                     |
| --------- | ----------------------------------------- | -------------------------------------- | ---------- | --------------- | -------------------------------------------------------------------------------- |
| 1961      |                                           | Cain's Hundred                         | Igen       | Nem             | 1 epizód                                                                         |
| 1961      |                                           | Shotgun Slade                          | Igen       | Nem             | 4 epizód                                                                         |
| 1961–1962 |                                           | Frontier Circus                        | Igen       | Nem             | 3 epizód                                                                         |
| 1962      |                                           | Target: The Corruptors                 | Igen       | Nem             | 1 epizód                                                                         |
| 1962      |                                           | The Tall Man                           | Igen       | Nem             | 2 epizód                                                                         |
| 1962      |                                           | The Law and Mr. Jones                  | Igen       | Nem             | 2 epizód                                                                         |
| 1962–1963 |                                           | The Alfred Hitchcock Hour              | Igen       | Nem             | 2 epizód                                                                         |
| 1962–1963 |                                           | Ben Casey                              | Igen       | Nem             | 12 epizód                                                                        |
| 1963      |                                           | The Defenders                          | Igen       | Nem             | 1 epizód                                                                         |
| 1963      |                                           | Wagon Train                            | Igen       | Nem             | 1 epizód                                                                         |
| 1963      |                                           | Alcoa Premiere                         | Igen       | Nem             | 1 epizód                                                                         |
| 1963      |                                           | Kraft Mystery Theater                  | Igen       | Nem             | 1 epizód                                                                         |
| 1963      |                                           | Breaking Point                         | Igen       | Nem             | 1 epizód                                                                         |
| 1963–1964 |                                           | Arrest and Trial                       | Igen       | Nem             | 2 epizód                                                                         |
| 1963–1965 |                                           | Kraft Suspense Theatre                 | Igen       | Nem             | 3 epizód                                                                         |
| 1963–1965 |                                           | Bob Hope Presents the Chrysler Theatre | Igen       | Nem             | 6 epizód                                                                         |
| 1963      |                                           | Breaking Point                         | Igen       | Nem             | 1 epizód                                                                         |
| 1964      |                                           | The Fugitive                           | Igen       | Nem             | 1 epizód                                                                         |
| 1964      |                                           | Slattery's People                      | Igen       | Nem             | 1 epizód                                                                         |
| 1964      |                                           | Dr. Kildare                            | Igen       | Nem             | 1 epizód                                                                         |
| 1990–2005 |                                           | American Masters                       | Igen       | Igen            | rendező és operatőr (1 epizód) (Frank Gehry vázlatai) vezető producer (2 epizód) |
| 1992      | Magánügy                                  | A Private Matter                       | Nem        | Igen            | tévéfilm                                                                         |
| 1993–1995 | Bukott angyalok                           | Fallen Angels                          | Nem        | Igen            | 10 epizód                                                                        |
| 1998      | Poodle Springs – Philip Marlowe visszatér | Poodle Springs                         | Nem        | Igen            | tévéfilm                                                                         |
| 1998      |                                           | Bronx County                           | Nem        | Igen            | tévéfilm                                                                         |
| 2008      |                                           | Great Performances                     | Nem        | Igen            | 1 epizód                                                                         |
| 2008      | Újraszámlálás                             | Recount                                | Nem        | Igen            | tévéfilm                                                                         |
| 2008–2009 | Női szimat nyomozóiroda                   | The No. 1 Ladies' Detective Agency     | Nem        | Igen            | 2 epizód                                                                         |

#### Színész
| Év        | Magyar cím                                  | Eredeti cím                                  | Szerep                       | Megjegyzések   |
| --------- | ------------------------------------------- | -------------------------------------------- | ---------------------------- | -------------- |
| 1956      |                                             | The Kaiser Aluminum Hour                     | Shuber                       | 1 epizód       |
| 1959      |                                             | Playhouse 90                                 | Andres                       | 2 epizód       |
| 1959      |                                             | The United States Steel Hour                 | Benson                       | 1 epizód       |
| 1959      |                                             | Armstrong Circle Theatre                     | Albert Rousseau              | 1 epizód       |
| 1959      |                                             | Startime                                     | Harry                        | 1 epizód       |
| 1959–1964 |                                             | Brenner                                      | Al Dunn nyomozó              | 3 epizód       |
| 1960      | Alfred Hitchcock bemutatja                  | Alfred Hitchcock Presents                    | Bernie Samuelson             | 1 epizód       |
| 1960      | Alkonyzóna                                  | The Twilight Zone                            | Arthur Willis                | 1 epizód       |
| 1960      |                                             | Tales of Wells Fargo                         | Stan Ryker                   | 1 epizód       |
| 1961      |                                             | The Untouchables                             | Charlie                      | 1 epizód       |
| 1961      |                                             | Have Gun – Will Travel                       | Joe Culp                     | 1 epizód       |
| 1961      |                                             | The Deputy                                   | Chuck Johnson                | 1 epizód       |
| 1961      |                                             | The Asphalt Jungle                           | Louie                        | 1 epizód       |
| 1961–1962 |                                             | The New Breed                                | Austin Rogers / Bert Masters | 2 epizód       |
| 1962      |                                             | Ben Casey                                    | ismeretlen szerep            | 1 epizód       |
| 1994      | Frasier – A dumagép                         | Frasier                                      | Holden Thorpe (hangja)       | 1 epizód       |
| 1998      | Megőrülök érted                             | Mad About You                                | Dr. Sydney Warren            | 1 epizód       |
| 2000      | Divatalnokok                                | Just Shoot Me!                               | önmaga                       | 1 epizód       |
| 2000      | Texas királyai                              | King of the Hill                             | Grant Trimble (hangja)       | 1 epizód       |
| 2000–2006 | Will és Grace                               | Will & Grace                                 | George Truman                | 4 epizód       |
| 2003      | Charlie: Charles Chaplin élete és művészete | Charlie: The Life and Art of Charles Chaplin | narrátor (hangja)            | dokumentumfilm |
| 2005      |                                             | One Six Right: The Romance of Flying         | önmaga                       | dokumentumfilm |
| 2006      |                                             | American Masters                             | narrátor (hangja)            | 1 epizód       |
| 2007      | Maffiózók                                   | The Sopranos                                 | Warren Feldman               | 1 epizód       |
| 2007      | Törtetők                                    | Entourage                                    | önmaga                       | 1 epizód       |